# حكومة أديناور الثانية
أدت حكومة أديناور الثانية بقيادة المستشار كونراد أديناور اليمين في 20 تشرين الأول 1953 وأرست مهامها في 15 تشرين الأول 1953. وتشكلت الحكومة بعد انتخابات عام 1953. كلفت بمزاولة العمل كحكومة تصريف أعمال حتى 29 تشرين الأول 1953، لتشكل بعدها حكومة أديناور الثالثة، التي تم تشكيلها في أعقاب انتخابات عام 1957.

## وصلات خارجية
- مجلس الوزراء الألماني  (بالإنجليزية)
- الوزارات الاتحادية في ألمانيا (بالإنجليزية)